# Zygogynum oligostigma
Zygogynum oligostigma är en tvåhjärtbladig växtart som beskrevs av W. Vink. Zygogynum oligostigma ingår i släktet Zygogynum och familjen Winteraceae. Inga underarter finns listade.